# Бел Прери Сити (Илиноис)
Бел Прери Сити (енгл. Belle Prairie City) град је у америчкој савезној држави Илиноис. По попису становништва из 2010. у њему је живело 54 становника.

## Демографија
Према попису становништва из 2010. у граду је живело 54 становника, што је 6 (10,0%) становника мање него 2000. године.
| Група             | 2000.       | 2010.       |
| Белци             | 60 (100,0%) | 54 (100,0%) |
| Афроамериканци    | 0 (0,0%)    | 0 (0,0%)    |
| Азијати           | 0 (0,0%)    | 0 (0,0%)    |
| Хиспаноамериканци | 0 (0,0%)    | 0 (0,0%)    |
| Укупно            | 60          | 54          |